# Ульяновка (Барский район)
Ульяновка (укр. Улянівка) — село на Украине, находится в Барском районе Винницкой области.
Код КОАТУУ — 0520283209. Население по переписи 2001 года составляет 60 человек. Почтовый индекс — 23030. Телефонный код — 4341.
Занимает площадь 0,153 км².

## Адрес местного совета
23230, Винницкая область, Барский р-н, с.Маньковцы, ул.Ленина, 36в